# 陳忠翰
陳忠翰（1527年—？），字思翊，號寅軒，山東東昌府濮州人，民籍，明朝政治人物。

## 生平
嘉靖二十八年（1549年）己酉科山東鄉試第三十九名舉人。嘉靖三十五年（1556年）中式丙辰科會試第二百七十一名，三甲第一百八十六名進士。吏部观政，授太常寺博士，四十年升刑部主事，四十三年升员外、陕西司郎中，隆慶二年（1568年）五月升河南信陽兵备副使，五年正月拾遗，以不职罢黜。家居三十余年，布衣蔬食，诵读不辍。

## 著作
著有《知非子集》、《省身便览》、《耕余稿》、《拟古集》、《日录杂记》、《五岳志诗》等。

## 家族
曾祖陳英；祖父陳通，壽官；父陳綸，生员封太常寺博士加郎中；母邢氏，封太孺人加宜人。兄忠诲、忠谏，俱生员；忠荩、忠谔（生员）、弟忠力、忠輔。